# Do It like a Dude
Do It like a Dude è il singolo di debutto della cantante inglese Jessie J, pubblicato il 18 novembre 2010 dall'etichetta discografica Universal Republic ed estratto dal suo primo album Who You Are.
Il singolo è entrato alla posizione numero 25 nella classifica del Regno Unito e ha raggiunto la seconda dopo poche settimane. Ha finora venduto circa 300 000 copie in Gran Bretagna.

## Tracce
CD singolo
1. Do It like a Dude - 3:53
2. Do It like a Dude (Labrinth Mix) - 3:42

Download digitale
1. Do It like a Dude - 3:14
2. Do It like a Dude (Labrinth Mix) - 3:42
3. Do It like a Dude (Curtis Lynch Jnr Mix) - 3:26
4. Do It like a Dude (Jakwob Mix) - 4:27
5. Do It like a Dude (Versione acustica) - 4:19

## Classifiche
| Classifica (2011) | Posizione massima |
| ----------------- | ----------------- |
| Australia         | 66                |
| Austria           | 62                |
| Belgio (Fiandre)  | 58                |
| Belgio (Vallonia) | 69                |
| Danimarca         | 16                |
| Francia           | 71                |
| Germania          | 41                |
| Irlanda           | 11                |
| Nuova Zelanda     | 8                 |
| Paesi Bassi       | 95                |
| Regno Unito       | 2                 |
| Svezia            | 29                |